# أنس الدكالي
أنس الدكالي (مواليد 4 أبريل 1973، الرباط) هو أستاذ وسياسي مغربي. تم تعيينه وزيراً للصحة في 22 يناير 2018 في حكومة سعد الدين العثماني.

## مسيرته
حصل على الدكتوراه في الكيمياء الفيزيائية بكلية العلوم بالرباط في 2002، مديرا عاما للوكالة الوطنية لإنعاش الشغل والكفاءات عام 2015.
تولى الإشراف على مختبر التحليلات البيئية ما بين 2002 و2005، ومنصب نائب رئيس الجمعية العالمية لخدمات التشغيل العمومي لمنطقة الشرق الأوسط والبلدان العربية.
وما بين عامي 2005 و2007 عُيّن أستاذا بالكلية متعددة التخصصات بتازة وأستاذا للكيمياء التحليلية بكلية الطب والصيدلة بالرباط من 2007 إلى 2011.
كما شغل الدكالي مناصب المسؤولية محليا ووطنيا حيث كان عضوا لمجلس مدينة الرباط عام 2003 وهو عضو لمجلس عمالة الرباط منذ عام 2009.
وانتخب الدكالي، الذي التحق في ريعان شبابه بصفوف حزب التقدم والاشتراكية حيث كان عضوا باللجنة المركزية والمكتب السياسي، نائبا بمجلس النواب، وأصبح بعد ذلك عضوا بمجلس جهة الرباط سلا زمور زعير.
وموازاة مع وظائفه، انتخب أيضا عضوا بالمجلس الإداري للمركز الاستشفائي ابن سينا.
وعلى المستوى الجمعوي، عين الدكالي رئيسا لجمعية «تقوية» عضو شبكة الرواد السياسيين الشباب للمعهد الفرنسي «أسبن» وعضو شبكة النواب الداعمين للانتقال الديمقراطي في منطقة «مينا».